# Trachyloma novae-caledoniae
Trachyloma novae-caledoniae là một loài rêu trong họ Pterobryaceae. Loài này được Broth. & Paris mô tả khoa học đầu tiên năm 1906.